# 永見はるか
永見 はるか（ながみ はるか、2月3日 - ）は、日本の元女性声優。東京都出身。血液型はO型。以前はイエローテイル、エーエス企画、ラムズ、プロ・フィットに所属していたが、フリー転向後は新規の出演作が減少しており、担当していた持ち役も2015年の時点で全て降板している。

## 人物紹介
- 永見はるかという芸名は仲のいい友達につけてもらった。
- 『氷見はるか』と誤表記されてことがあるが、正しくは“永見はるか”である。
- 座右の銘は“不言実行”
- 低音から高音まで幅広い声域で少女役から中年女性役まで そつなくこなす器用さを持ち合わせている。
- DCソフト『ぐるぐる温泉2』で声優デビュー。
- 新人時代に『Piaキャロットへようこそ!!3』の高井さやか役で知名度があがる。
- 代表作は、『SHUFFLE!』（ネリネ役、テレビアニメ初レギュラー作）、『School Days』（加藤乙女役、アニメ・PS2版）。

### 後任
永見の活動停止後、持ち役を受け継いだのは以下の通り。
- 岩村琴美 - 『IslandDays』:加藤乙女[1]（『School Days』シリーズ）

## 出演作品

### テレビアニメ
2004年
- GIRLSブラボー first season（女の子）[注 1]

2005年
- SHUFFLE!（ネリネ、リコリス）[2]

2007年
- がくえんゆーとぴあ まなびストレート!（生徒）
- SHUFFLE! MEMORIES（ネリネ、リコリス）[3]
- School Days（加藤乙女）[4]

2009年
- タユタマ -Kiss on my Deity-（綺久羅美守毘売、泉戸裕理〈女〉、主婦）

### OVA
2003年
- とらいあんぐるハート 〜Sweet Songs Forever〜（アイリーン・ノア）

2008年
- School Days 〜マジカルハート☆こころちゃん〜（加藤乙女）

### ゲーム
2001年
- ぐるぐる温泉2（仲居さん）
- Candy Stripe 〜みならい天使〜（鵜飼希）
- Piaキャロットへようこそ!!3（高井さやか）

2002年
- みずいろ（小野崎ゆかり（清香ママ））
- ぐるぐる温泉3（仲居さん）
- オンラインゲームズ　大ぐるぐる温泉（仲居さん）
- ぐるぐる温泉2 for Windows

2003年
- FEVER7 SANKYO公式パチンコシミュレーション（寺内アリサ）
- Piaキャロットへようこそ!!3（高井 さやか）[注 2]
- Piaキャロットへようこそ!!3〜round　summer〜（高井 さやか）[注 3]
- FEVER8 SANKYO公式パチンコシミュレーション（寺内アリサ）
- FEVER9 SANKYO公式パチンコシミュレーション（寺内アリサ）

2005年
- SHUFFLE! ON THE STAGE（ネリネ）

2006年
- はるのあしおと（白波瀬）

2008年
- School Days L×H（加藤乙女）

2009年
- Really?Really!〜リアリアDS（ネリネ）
- タユタマ -Kiss on my Deity-（綺久羅美守毘売）

### ラジオ
地上波
- とらいあんぐるハート'S Radio Stage（アイリーン・ノア、御神 琴絵、アルバイトの女の子）
- G.L.S〜歌姫達のトライアングルスクランブル〜（ゲスト出演）

インターネットラジオ
- Webラジオ Piaキャロットへようこそ!!3（2002年10月24日 - 2003年1月16日）
  - パーソナリティ：永見はるか（高井さやか役）、倖月美和（愛沢ともみ役）
- Piaラジ・キャロットへようこそ!!（第5回ゲスト）
- Navel×Lantis インターネットラジオ 「ねぶら」（コーナーMC：バーベナ学園放送部ぷちっ!、ゲスト：第13回、101回）
- いつでもいっしょ！ 伊月ゆい・植田佳奈の MicMacれぃでぃお（ゲスト：第7 - 8回）
- Webラジオ天下の折戸庵（第9回ゲスト、2005年2月15日配信）

### ドラマCD
- …ヴァージンラブ。（女性客）
- 篁破幻草子 第2巻
- 可愛気。（久美子（堅二の姉））
- シークレット・レッスン
- SHUFFLE! ドラマシリーズ FILE.01 - 05（ネリネ）
- シャッフル！ オン・ザ・ステージ CDドラマ vol.1 - 2（ネリネ）
- SHUFFLE！ MEMORIES オリジナルドラマCD vol.1 - 2（ネリネ）
- キャラジオCD SHUFFLE! バーベナ学園放送部ぷちっ! おまとめ盤 vol.1 - 2（ネリネ）
- キャラジオCD SHUFFLE! バーベナ学園放送部 vol.1 - 5（ネリネ）
- とらいあんぐるハート'S Sound Stage X2 - X4（アイリーン・ノア、御神 琴絵、アルバイトの女の子）
- Piaキャロットへようこそ!!3 1 - 3巻（高井さやか）
- みずいろ ショートエピソード あめのちはれ（小野崎ゆかり（清香ママ））

### ボーカルCD
- シャッフルタイム[5]
- 「シャッフル！ オン・ザ・ステージ」キャラクターボーカルアルバム[6]
- SHUFFLE!MEMORIES キャラクターソング集[7]

### イベント出演
- Piaキャロットへようこそ!!スーパーコレクション[注 4]
  - 出演：永見はるか、倖月美和／司会：ドン・マッコウ
- SHUFFLE! LIVE Only for you（ライブイベント、2005年11月3日開催）[8]
  - SHUFFLE! LIVE Only for you（LIVE DVD）

### 書籍
- Piaキャロットへようこそ!!3 プレリュード（インタビュー記事）
- SHUFFLE！キャラクターズ Vol.2 ネリネ（ミニドラマCD、インタビュー（冊子掲載））

### オンラインゲーム
- MicMacオンライン（ソウルメイト声優）[注 5]

### その他
- スカイパーフェクTV!371ch
  - 『アキバ系.comTV』（メインナビゲーター エイプリル）
- タイピングソフト
  - Piaキャロットへようこそ!!3　ヒロインズFunBox（高井さやか）
- 教材用ソフト
  - パソコンだいすき! ふたりはプリキュア マックスハート（ナレーション）
  - パソコンやろうよ! マウスであそぼ ふたりはプリキュア（ナレーション）
  - しゃべって覚えるシリーズ3　はじめてのえいご（みらい）
- 絵本アニメ
  - せなけいこ あかちゃんビデオ　いやだいやだ（あかちゃん、はんしろう、じゃがいも）
- ナレーション
  - クイズdeビンゴ
  - 着メロ!10国!
  - イントロQ
- PV音声
  - つじあやの「愛のかけら☆恋のかけら」（笑う花）
- コラム
  - バナナ新聞

### 歌
- 秘密の森
  - 歌：ネリネ（永見はるか）
- メッセージ
  - 歌：ネリネ（永見はるか）
- pray
  - 歌：ネリネ（永見はるか）
- missing you
  - 歌：リコリス（永見はるか）
- 一人じゃないよ！
  - 歌：リシアンサス（あおきさやか）、ネリネ（永見はるか）
- Sweet Songs ever with you
  - 歌：岩田由貴、鳥居花音、日向裕羅、春野日和、永見はるか